# Балка Мангаревщина (заказник)
Ба́лка Мангаре́вщина — ландшафтний заказник місцевого значення в Україні. Об'єкт природно-заповідного фонду Полтавської області.

## Географія
Розташований у межах Лубенського району Полтавської області, на околицях села Бондарі.
Площа 16,1 га. Статус присвоєно згідно з рішенням облради від 27.10.1994 року. Перебуває у Користуванні: Харсіцька сільська рада.
Балка розташована між полями, має підвищену вологість, де збереглася лучно-болотна та лучно-степова рослинність. Тут зростають шавлія гайова, лищиця волотиста, залізняк козацький, миколайчики польові, жовтець ілірійський, дзвоники сибірські та болонські, гадючник звичайний, свербіжниця польова, шавлія лучна, підмаренник руський, суниця, вероніка сива, волошка лучна, сон чорніючий, молочай кипарисовий.
У лучному різнотрав'ї представлені важливі кормові трави з родини бобових: люцерна румунська, чина бульбиста, горошок мишачий, конюшина лучна, альпійська, гірська та польова, лядвенець український. Також зростають лікарські рослини: звіробій звичайний, парило звичайне, буквиця лікарська, цмин пісковий, деревій майже звичайний, чебрець Маршалла.
Заказник має цінне наукове значення як найпівнічніший в області природний комплекс лучного степу з багатою та різноманітною рослинністю.

## Галерея

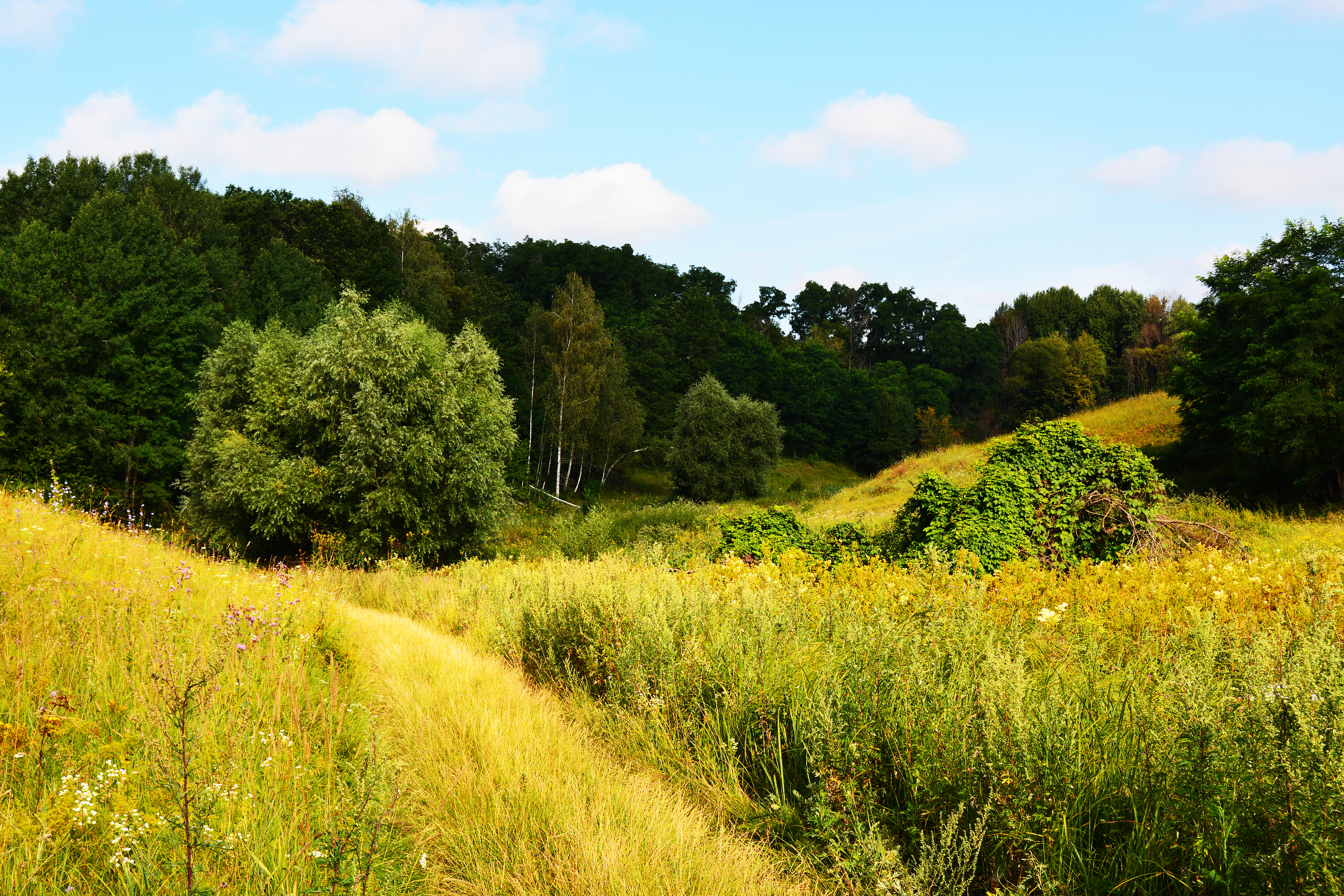
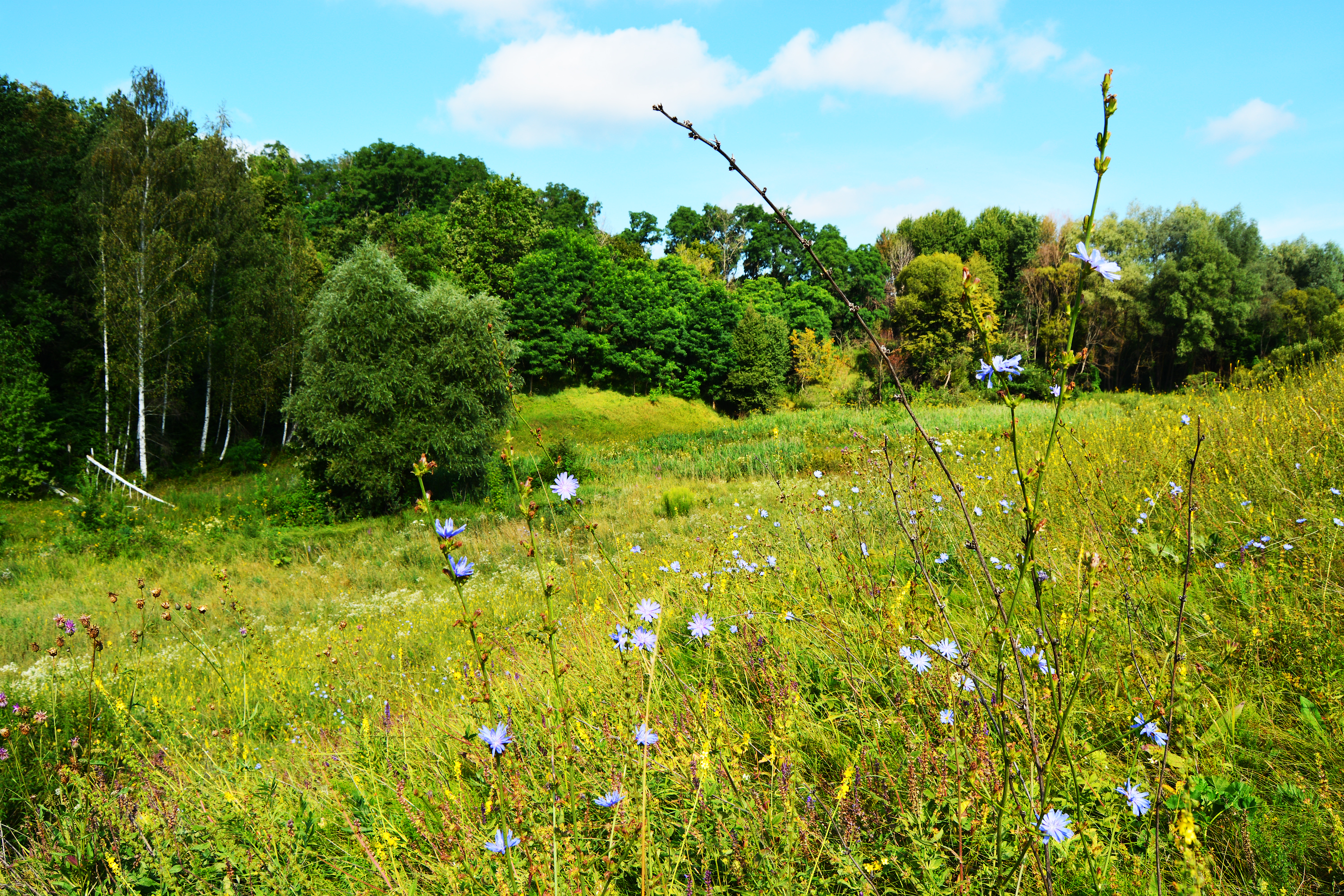
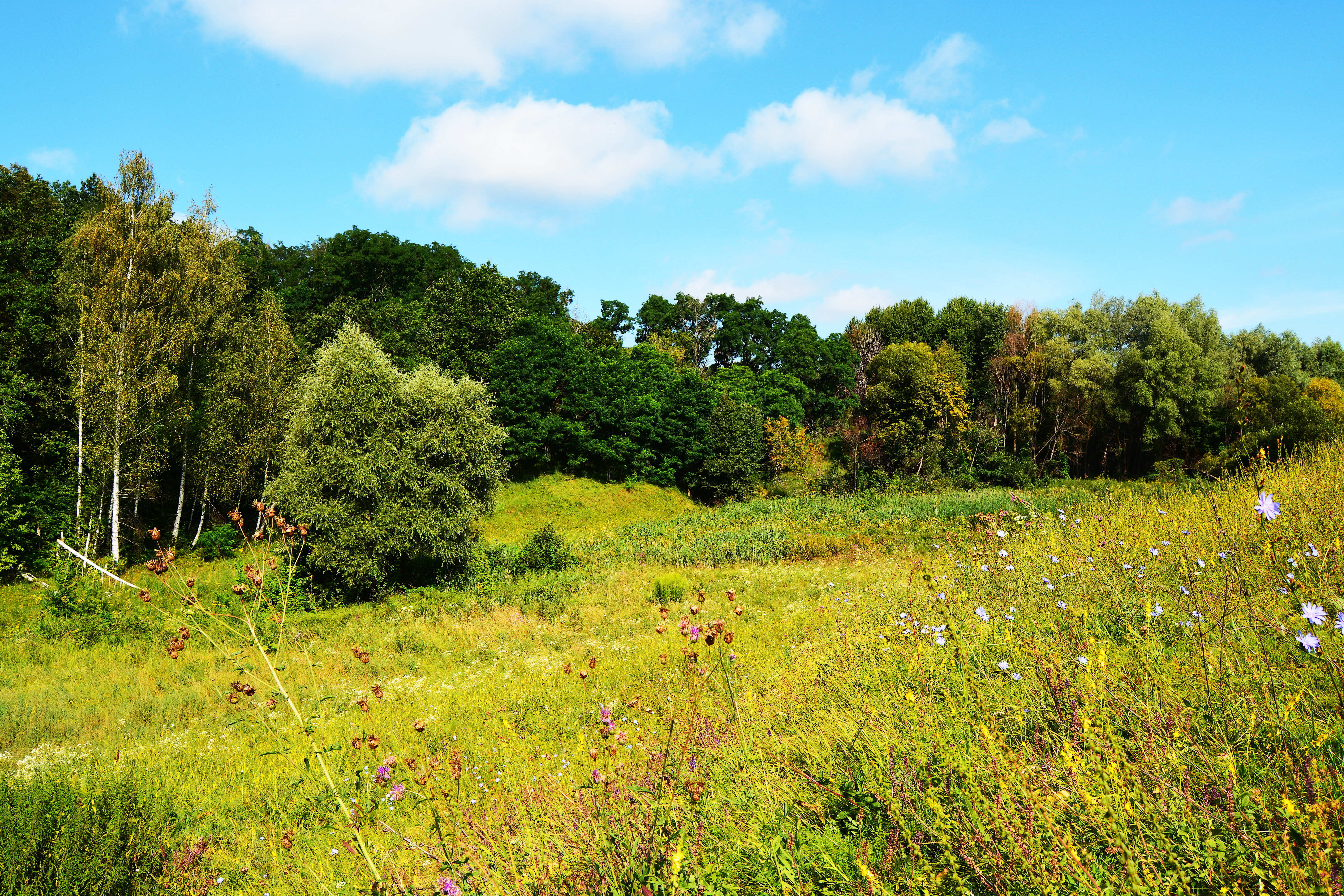